# Luis Felipe Miguel
Luis Felipe Miguel (Rio de Janeiro, 1967) é um cientista político brasileiro. Autor de vários livros sobre teoria política e política brasileira, seu pensamento é influenciado pelo marxismo, pela sociologia de Pierre Bourdieu, pelo feminismo e pelo participacionismo democrático.

## Biografia
Filho dos escritores Salim Miguel e Eglê Malheiros, formou-se em Comunicação Social na Universidade Federal de Santa Catarina. Seu trabalho de conclusão de curso, sobre a novembrada (o episódio em que o então presidente João Figueiredo envolveu-se numa briga de rua em Florianópolis, em novembro de 1979) foi publicado como livro. Fez mestrado em Ciência Política na Universidade de Brasília e doutorado em Ciências Sociais na Universidade Estadual de Campinas. É casado com a professora e crítica literária Regina Dalcastagnè.
Desde 1996, é professor da Universidade de Brasília. Em 2001, criou o Grupo de Pesquisa sobre Democracia e Desigualdades (Demodê), que continua a liderar até hoje. Criou, em 2009, e co-editou até 2016 a Revista Brasileira de Ciência Política.
Suas pesquisas inicialmente foram sobre a relação entre meios de comunicação e política. A partir daí chegou ao tema da representação política e da democracia, que são a parte central de sua obra. Como explicou em entrevista, ele passou a considerar que "os meios de comunicação têm que ser entendidos também como uma esfera de representação política. Porque o representante é aquele que decide em nosso nome, mas o representante também é aquele que fala em nosso nome. E, frequentemente, essa fala não se dá no plenário do Congresso, essa fala se dá nos meios de comunicação que são a arena do debate público. Então quando nós temos uma controvérsia pública eu não vou poder falar, a maior parte de nós não vai poder intervir diretamente no debate, mas se espera que as diferentes posições estejam representadas no debate da mídia, então eu passei a formular o entendimento da mídia como espaço de representação política".
Na primeira metade da década de 2010, muitos de seus trabalhos sobre mídia e política e também sobre gênero - tema a qual chegou por considerar que a teoria feminista é "quem desafia o pensamento convencional da Ciência Política sobre representação" - foram produzidos em co-autoria com a cientista política Flávia Biroli.

## Obra
Um dos principais autores da teoria democrática no Brasil, Miguel acredita que a democracia deve ser vista não como um determinado arranjo institucional, mas como um processo contínuo de enfrentamento da dominação social. A acomodação de instituições democráticas com a ordem capitalista e patriarcal faz com que o potencial emancipatório da democracia seja traído, o que o autor chama de "democracia domesticada". Ao mesmo tempo, ele é crítico das correntes democráticas deliberativistas, que seriam insensíveis às questões materiais e ao caráter inerentemente conflituoso da disputa política e assim produziriam modelos ideais sem capacidade de inserção na realidade. Por essa ênfase no conflito, é por vezes alinhado a teóricos como Chantal Mouffe e Nadia Urbinati. Ele é crítico também das experiências de participação política ampliada, como orçamentos participativos e conselhos de políticas públicas, que julga insuficientes para promover a verdadeira democracia.
Crítico do processo de impeachment da presidente Dilma Rousseff, que sustenta ter sido um golpe tal como o conceito é definido pela Ciência Política, Miguel tornou-se, desde o agravamento da crise política brasileira, um ativo participante do debate público, colaborando com publicações de esquerda como Jornal GGN, Le Monde Diplomatique e outras. Escreveu vários artigos sobre o tema, inclusive o prefácio ao livro A verdade vencerá, do ex-presidente Luiz Inácio Lula da Silva. Crítico dos governos dos Partido dos Trabalhadores por sua falta de disposição para o enfrentamento, mesmo nos momentos em que a conjuntura seria favorável, Miguel entende que o que chama de retrocesso político no Brasil (o golpe, a perseguição judicial contra Lula, a vitória de Jair Bolsonaro e as medidas dos governos Temer e Bolsonaro) se explica pela vontade das elites dominantes de romper qualquer compromisso e impedir que a classe trabalhadora seja aceita como participante plena do jogo político.
Crítico das correntes dominantes da Ciência Política, atribui a elas a predileção por "uma epistemologia ingênua, que leva a sobrevivências do positivismo e permite a popularidade de percepções bizarras, como a 'teoria da escolha racional', que constrói os atores políticos num vácuo histórico e social", e propõe um maior influxo do materialismo histórico como forma de dotar a disciplina de maior capacidade de interpretação da realidade. Em entrevista, declarou que "compreender os eixos de dominação presentes na sociedade, como funcionam, como limitam a validade das igualdades formais, como estruturam preferências e comportamentos, como estruturam os conflitos políticos centrais (para além da “política mesquinha” limitada à distribuição de cargos), tudo isso é necessário para tornar uma Ciência Política digna do seu projeto inicial, inaugurado por Maquiavel".
Alinhando-se a autores como Nancy Fraser e Asad Haider, Miguel também é crítico do "identitarismo", que define como sendo não as "demandas emancipatórias vinculadas a eixos como gênero, raça ou sexualidade, mas sim a uma maneira específica de expressá-las", que "concede uma primazia desmedida às identidades socialmente imputadas, adensando as fronteiras entre os grupos de pertencimento e colocando em distante segundo plano a representação de interesses e opiniões".

## Redes sociais
Luis Felipe Miguel tornou-se, a partir de meados da década de 2010, um ativo participante do debate público no Brasil, por meio de artigos publicados em portais de esquerda (como A Terra é Redonda, Jornal GGN, Blog da Boitempo e outros) e também de suas contas nas redes sociais Instagram e Facebook. Adotando um ponto de vista crítico às principais forças da esquerda brasileira, como PT e PSOL, seus temas prioritários são democracia, política brasileira, teoria política, defesa da universidade pública e da ciência, luta de classes e direito ao aborto.

## Polêmica
Em 2018, o então ministro da Educação, José Mendonça Filho, anunciou que ia acionar o Ministério Público Federal para investigar a disciplina "O golpe de 2016 e o futuro da democracia no Brasil”, oferecida por Luis Felipe Miguel na UnB. Segundo ele, “respeito a autonomia universitária e reconheço a importância da UnB, mas não se pode ensinar qualquer coisa. Se cada um construir uma tese e criar uma disciplina, as universidades vão virar uma bagunça geral”. Pontuou ainda que "não é uma questão de opinião, nem de reverberar a tese petista sobre o impeachment de Dilma Rousseff. Eu, por exemplo, tenho autonomia para dirigir o MEC, mas não posso transformar a pasta em instrumento de apoio ao meu partido ou a qualquer outro partido”.
Miguel respondeu que “se trata de uma disciplina corriqueira, de interpelação da realidade à luz do conhecimento produzido nas ciências sociais, que não merece o estardalhaço artificialmente criado sobre ela. A única coisa que não é corriqueira é a situação atual do Brasil, sobre a qual a disciplina se debruçará”.
O caso abriu uma discussão sobre autonomia universitária e liberdade de cátedra. O ministro da Educação foi denunciado à Comissão de Ética Pública por abuso de autoridade. Dezenas de universidades brasileiras e algumas do exterior criaram disciplinas com objetivo similar e intituladas 'Golpe de 2016', remetendo à nomenclatura utilizada por Miguel.

## Livros publicados
- MIGUEL, L. F. Marxismo e política: modos de usar. São Paulo: Boitempo, 2024.
- MIGUEL, L. F. Democracia na periferia capitalista: impasses do Brasil. Belo Horizonte: Autêntica, 2022.
- MIGUEL, L. F. Consenso y conflicto en la democracia contemporánea. Bueno Aires: Eudeba, 2022.
- MIGUEL, L. F.; VITULLO, G. E. Democracia como emancipación: miradas contrahegemónicas. Bueno Aires: Luxemburg, 2021.
- MIGUEL, L. F.; VITULLO, G. E. Democracia como emancipação: olhares contra-hegemônicos. Porto Alegre: Zouk, 2021.
- MIGUEL, L. F. (org.) Mulheres e representação política: 25 anos de estudos sobre cotas eleitorais no Brasil. Porto Alegre: Zouk, 2021.
- MIGUEL, L. F.; BALLESTRIN, L. (org.) Teoria e política feminista: contribuições ao debate sobre gênero no Brasil. Porto Alegre: Zouk, 2020.
- MIGUEL, L. F. O colapso da democracia no Brasil: da Constituição ao golpe de 2016. São Paulo: Expressão Popular, Fundação Rosa Luxemburgo, 2019.
- PUZONE, V.; MIGUEL, L. F. (org.) The Brazilian Left in the 21st Century: conflict and conciliation in peripheral capitalism. New York: Palgrave-Macmillan, 2019.
- MIGUEL, L. F. Dominação e resistência: desafios para uma política emancipatória. São Paulo: Boitempo, 2018.
- MIGUEL, L. F. Trabalho e utopia: Karl Marx, André Gorz, Jon Elster. Porto Alegre: Zouk, 2018.
- MIGUEL, L. F. Consenso e conflito na democracia contemporânea. São Paulo: Editora Unesp, 2017.
- BIROLI, F.; MIGUEL, L. F. Notícias em disputa: mídia, democracia e formação de preferências no Brasil. São Paulo: Contexto, 2017.
- KRAUSE, S.; MACHADO, C.; MIGUEL, L. F. (org.) Coligações e disputas eleitorais na Nova República: aportes teórico-metodológicos, tendências e estudos de caso. São Paulo: Editora Unesp, 2017.
- MIGUEL, L. F.; BIROLI, F. (org.) Encruzilhadas da democracia. Porto Alegre: Zouk, 2017.
- MIGUEL, L. F. (org.) Desigualdades e democracia: o debate da teoria política. São Paulo: Editora Unesp, 2016.
- BIROLI, F.; MIGUEL, L. F. (org.) Aborto e democracia. São Paulo: Alameda, 2016.
- MIGUEL, L. F. O nascimento da política moderna: de Maquiavel a Hobbes (edição revista e ampliada de O nascimento da política moderna: Maquiavel, utopia, Reforma). Brasília: Editora UnB, 2015.
- MIGUEL, L. F.; BIROLI, F.; MARQUES, D.; MACHADO, C. (org.) A democracia face às desigualdades: problemas e horizontes. São Paulo: Alameda, 2015.
- MIGUEL, L. F. Democracia e representação: territórios em disputa. São Paulo: Editora Unesp, 2014. (Vencedor do Prêmio ANPOCS para Obra Científica de Ciências Sociais em 2015.)
- MIGUEL, L. F.; BIROLI, F. Feminismo e política: uma introdução. São Paulo: Boitempo, 2014.
- MIGUEL, L. F.; BIROLI, F. (org.) Teoria política feminista: textos centrais. Rio de Janeiro: Editora UFF; Vinhedo: Horizonte, 2013.
- MIGUEL, L. F.; BIROLI, F. (org.) Teoria política e feminismo: abordagens brasileiras. Vinhedo: Horizonte, 2012.
- MIGUEL, L. F.; BIROLI, F. Caleidoscópio convexo: mulheres, política e mídia. São Paulo: Editora Unesp, 2011.
- KRAUSE, S.; MIGUEL, L. F.; DANTAS, H. (org.) Coligações partidárias na nova democracia brasileira: perfis e tendências. São Paulo: Editora Unesp, 2010.
- MIGUEL, L. F.; BIROLI, F. (org.) Mídia, representação e democracia. São Paulo: Hucitec, 2010.
- MIGUEL, L. F. O nascimento da política moderna: Maquiavel, utopia, Reforma. Brasília: Editora UnB, 2007.
- MIGUEL, L. F. Política e mídia no Brasil: episódios da história recente. Brasília: Plano, 2002.
- MIGUEL, L. F. Mito e discurso político: uma análise a partir da campanha eleitoral de 1994. Campinas: Editora da Unicamp; São Paulo: Imprensa Oficial, 2000.
- MIGUEL, L. F. Revolta em Florianópolis: a novembrada de 1979. Florianópolis: Insular, 1995. (Segunda edição, revista: Brasília: Edições do Demodê, 2016.)